# Târnova (Arad)
Târnova is een Roemeense gemeente in het district Arad.
Târnova telt 6270 inwoners.